# Mister Olympia 2013
El Mister Olympia 2013 fue la edición número 49 del Mister Olympia, la competición de culturistas más importante del mundo, organizada por la Federación Internacional de Fisicoculturismo. El certamen se realizó entre el 26 y el 29 de septiembre de 2013, en la Arena Orleans, en The Orleans Hotel and Casino, Paradise (Nevada). Otros eventos de culturismo como el Ms. Olympia, entre muchos otros, también se celebraron. En total, se entregó $ 1 000 000 en las distintas modalidades, y un monto de $ 675 000 asignados exclusivamente para los primeros diez competidores mejor ubicados en el resultado final.
La competición para este año daba como futuro ganador a Phil Heath, debido a que era el competidor con mejor condición atlética, además de contar con cierta experiencia en el certamen, habiendo ganado en 2011 y 2012 de forma consecutiva. El rival más cercano a Phil Heath fue el estadounidense Kai Greene que terminó segundo en la competición, con una diferencia de once puntos en el resultado final. Según los especialistas, Phil mostró una «mezcla perfecta de masa, definición y musculatura». Finalmente, el jurado proclamó vencedor a Phil, con un puntaje final de diez y un cheque por $ 250 000, además de una medalla y la estatua de bronce que lo identificó como el mejor culturista del mundo de 2013.
Con esta victoria, Phil Heath se convertía en el tercer culturista con mayor cantidad de Mister Olympia ganados (tres), junto al cubano Sergio Oliva y al estadounidense Frank Zane.

## Ganador
El estadounidense Phil Heath consiguió nuevamente el título de Mister Olympia, por tercera vez consecutiva. Phil compitió en la final contra Kai Greene, un culturista destacado y respetado, ganador de otros eventos importantes como el Arnold Classic. Phil Heath ganó por once puntos de diferencia.
| Posiciones | Culturista  | Premio    | Puntaje |
| ---------- | ----------- | --------- | ------- |
| 1          | Phil Heath  | $ 250 000 | 10      |
| 2          | Kai Greene  | $ 100 000 | 21      |
| 3          | Dennis Wolf | $ 80 000  | 29      |